# Mayenne-Sciences
Mayenne-Sciences était une société savante qui réunit à partir de 1906 des scientifiques, érudits, professionnels ou amateurs. Son but est l'étude de la faune et de la flore du département de la Mayenne. En 1993, Mayenne-Sciences, rejoint l'association Mayenne Nature Environnement.
La Société a été fondée en janvier 1906. La Société publie le Bulletin de Mayenne-Sciences depuis sa fondation de façon annuelle.

## Plusieurs membres
- Roger Bouillon
- Charles Chedeau
- René Courcelle
- Robert Corillion
- Lucien Daniel
- Adrien Davy de Virville
- Paul Delaunay
- Albert Goupil
- Paul Jouannault
- Emile Labbé (4 février 1873, Laval - décembre 1927)[1].
- Paul Masseron
- Daniel Œhlert